# Pelastoneurus stentorius
Pelastoneurus stentorius är en tvåvingeart som beskrevs av Harmston 1971. Pelastoneurus stentorius ingår i släktet Pelastoneurus och familjen styltflugor. Inga underarter finns listade i Catalogue of Life.